# Beatrice Brunhöber
Beatrice Brunhöber  (* 1975) ist eine deutsche Rechtswissenschaftlerin.

## Leben und Wirken
Beatrice Brunhöber studierte von 1996 bis 2001 Rechtswissenschaften an der Humboldt-Universität zu Berlin. In der Zeit zwischen 2001 und 2007 war sie Mitarbeiterin des wissenschaftlichen Dienstes des Deutschen Bundestages und wissenschaftliche Mitarbeiterin am Lehrstuhl von Joachim Bohnert an der Freien Universität Berlin. 2005 wirkte sie mit einem Stipendium des DAAD als  Visiting Scholar an der George Washington University. Nach ihrem Referendariat am Kammergericht Berlin wurde sie 2009 an der Humboldt-Universität promoviert und war dort bis 2015 wissenschaftliche Mitarbeiterin an den Lehrstühlen von Klaus Marxen und Tatjana Hörnle.
2016 habilitierte sie sich an der Humboldt-Universität und wurde 2017 zur Universitätsprofessorin an der Universität Hannover und 2018 an der Universität Bielefeld ernannt. Seit 2019 lehrt sie als Professorin für Strafrecht, Strafprozessrecht, Rechtsphilosophie und Rechtsvergleichung an der Goethe-Universität Frankfurt am Main.
Ihre Forschungsschwerpunkte sind Digitalisierung und Strafrecht, Präventionsstrafrecht und Risikogesellschaft, Medizinstrafrecht und Bioethik, Strafrechtsvergleichung und Globalisierung.

## Schriften (Auswahl)
- Die Erfindung „demokratischer Repräsentation“ in den Federalist Papers. Mohr Siebeck, Tübingen 2010, ISBN 978-3-16-150275-0.
- als Hrsg. mit Katrin Höffler, Johannes Kaspar, Tobias Reinbacher, Moritz Vormbaum: Strafrecht und Verfassung. Nomos, Baden-Baden 2013, ISBN 3-8329-7905-0.
- als Hrsg.: Strafrecht im Präventionsstaat. Steiner, Stuttgart 2014, ISBN 3-515-10751-7.
- als Hrsg. mit Bernhard Jakl, Ariane Grieser, Juliane Ottmann, Tim Wihl: Recht und Frieden – Wozu Recht? Tagungen des Jungen Forums Rechtsphilosophie (JFR) in der Internationalen Vereinigung für Rechts- und Sozialphilosophie (IVR) im September 2012 in Münster und im April 2013 in Berlin. Steiner, Stuttgart 2014, ISBN 978-3-8487-1685-2.